# Fußball-Weltmeisterschaft 2006/Finalrunde
Resultate der Finalrunde der Fußball-Weltmeisterschaft 2006:

## Übersicht

### Qualifizierte Teams
Durch ihre Ergebnisse in der Gruppenphase der Fußball-Weltmeisterschaft in Deutschland hatten sich 16 Mannschaften für die Finalrunde qualifiziert:
| Gruppe A       | Gruppe B    | Gruppe C       | Gruppe D    |
| -------------- | ----------- | -------------- | ----------- |
| 1. Deutschland | 1. England  | 1. Argentinien | 1. Portugal |
| 2. Ecuador     | 2. Schweden | 2. Niederlande | 2. Mexiko   |

| Gruppe E   | Gruppe F      | Gruppe G      | Gruppe H   |
| ---------- | ------------- | ------------- | ---------- |
| 1. Italien | 1. Brasilien  | 1. Schweiz    | 1. Spanien |
| 2. Ghana   | 2. Australien | 2. Frankreich | 2. Ukraine |

### Spielplan Finalrunde
|  | Achtelfinale                 | Achtelfinale               |                        |                  | Viertelfinale    | Viertelfinale |                        |                        | Halbfinale | Halbfinale |  |  | Finale | Finale |
|  |                              |                            |                        |                  |                  |               |                        |                        |            |            |  |  |        |        |
|  | Sa, 24. Juni, München        |                            |                        |                  |                  |               |                        |                        |            |            |  |  |        |        |
|  | A1: Deutschland              | 2                          |                        |                  |                  |               |                        |                        |            |            |  |  |        |        |
|  | A1: Deutschland              | 2                          | Fr, 30. Juni, Berlin   |                  |                  |               |                        |                        |            |            |  |  |        |        |
|  | B2: Schweden                 | 0                          |                        |                  |                  |               |                        |                        |            |            |  |  |        |        |
|  | B2: Schweden                 | 0                          | Deutschland            | 21 (4)2          |                  |               |                        |                        |            |            |  |  |        |        |
|  | Sa, 24. Juni, Leipzig        |                            | Deutschland            | 21 (4)2          |                  |               |                        |                        |            |            |  |  |        |        |
|  |                              | Argentinien                | 1 (2)                  |                  |                  |               |                        |                        |            |            |  |  |        |        |
|  | C1: Argentinien              | Argentinien                | 1 (2)                  | 121              |                  |               |                        |                        |            |            |  |  |        |        |
|  | C1: Argentinien              |                            | Di, 4. Juli, Dortmund  | 121              |                  |               |                        |                        |            |            |  |  |        |        |
|  | D2: Mexiko                   | 1                          |                        |                  |                  |               |                        |                        |            |            |  |  |        |        |
|  | D2: Mexiko                   | 1                          | Deutschland            | 0                |                  |               |                        |                        |            |            |  |  |        |        |
|  | Mo, 26. Juni, Kaiserslautern |                            | Deutschland            | 0                |                  |               |                        |                        |            |            |  |  |        |        |
|  |                              | Italien                    | 21                     |                  |                  |               |                        |                        |            |            |  |  |        |        |
|  | E1: Italien                  | Italien                    | 21                     | 1                |                  |               |                        |                        |            |            |  |  |        |        |
|  | E1: Italien                  | Fr, 30. Juni, Hamburg      |                        | 1                |                  |               |                        |                        |            |            |  |  |        |        |
|  | F2: Australien               | 0                          |                        |                  |                  |               |                        |                        |            |            |  |  |        |        |
|  | F2: Australien               | 0                          | Italien                | 3                |                  |               |                        |                        |            |            |  |  |        |        |
|  | Mo, 26. Juni, Köln           |                            | Italien                | 3                |                  |               |                        |                        |            |            |  |  |        |        |
|  |                              | Ukraine                    | 0                      |                  |                  |               |                        |                        |            |            |  |  |        |        |
|  | G1: Schweiz                  | Ukraine                    | 0                      | 0 (0)            |                  |               |                        |                        |            |            |  |  |        |        |
|  | G1: Schweiz                  |                            | So, 9. Juli, Berlin    | 0 (0)            |                  |               |                        |                        |            |            |  |  |        |        |
|  | H2: Ukraine                  | 20 (3)2                    |                        |                  |                  |               |                        |                        |            |            |  |  |        |        |
|  | H2: Ukraine                  | 20 (3)2                    | Italien                | 21 (5)2          |                  |               |                        |                        |            |            |  |  |        |        |
|  | So, 25. Juni, Stuttgart      |                            | Italien                | 21 (5)2          |                  |               |                        |                        |            |            |  |  |        |        |
|  |                              | Frankreich                 | 1 (3)                  |                  |                  |               |                        |                        |            |            |  |  |        |        |
|  | B1: England                  | Frankreich                 | 1 (3)                  | 1                |                  |               |                        |                        |            |            |  |  |        |        |
|  | B1: England                  | Sa, 1. Juli, Gelsenkirchen |                        | 1                |                  |               |                        |                        |            |            |  |  |        |        |
|  | A2: Ecuador                  | 0                          |                        |                  |                  |               |                        |                        |            |            |  |  |        |        |
|  | A2: Ecuador                  | 0                          | England                | 0 (1)            |                  |               |                        |                        |            |            |  |  |        |        |
|  | So, 25. Juni, Nürnberg       |                            | England                | 0 (1)            |                  |               |                        |                        |            |            |  |  |        |        |
|  |                              | Portugal                   | 20 (3)2                |                  |                  |               |                        |                        |            |            |  |  |        |        |
|  | D1: Portugal                 | Portugal                   | 20 (3)2                | 1                |                  |               |                        |                        |            |            |  |  |        |        |
|  | D1: Portugal                 |                            | Mi, 5. Juli, München   | 1                |                  |               |                        |                        |            |            |  |  |        |        |
|  | C2: Niederlande              | 0                          |                        |                  |                  |               |                        |                        |            |            |  |  |        |        |
|  | C2: Niederlande              | 0                          | Portugal               | 0                |                  |               |                        |                        |            |            |  |  |        |        |
|  | Di, 27. Juni, Dortmund       |                            | Portugal               | 0                |                  |               |                        |                        |            |            |  |  |        |        |
|  |                              | Frankreich                 | 1                      |                  |                  |               |                        |                        |            |            |  |  |        |        |
|  | F1: Brasilien                | Frankreich                 | 1                      | 3                |                  |               |                        |                        |            |            |  |  |        |        |
|  | F1: Brasilien                | Sa, 1. Juli, Frankfurt     | Sa, 1. Juli, Frankfurt | 3                |                  |               | Sa, 8. Juli, Stuttgart | Sa, 8. Juli, Stuttgart |            |            |  |  |        |        |
|  | E2: Ghana                    | Sa, 1. Juli, Frankfurt     | Sa, 1. Juli, Frankfurt | 0                |                  |               | Sa, 8. Juli, Stuttgart | Sa, 8. Juli, Stuttgart |            |            |  |  |        |        |
|  | E2: Ghana                    | Brasilien                  | 0                      | 0                |                  |               |                        |                        |            |            |  |  |        |        |
|  | Di, 27. Juni, Hannover       | Di, 27. Juni, Hannover     | 0                      | Spiel um Platz 3 | Spiel um Platz 3 |               |                        |                        |            |            |  |  |        |        |
|  | Di, 27. Juni, Hannover       | Di, 27. Juni, Hannover     |                        | Spiel um Platz 3 | Spiel um Platz 3 | Frankreich    | 1                      |                        |            |            |  |  |        |        |
|  | H1: Spanien                  | 1                          | Deutschland            | 3                |                  | Frankreich    | 1                      |                        |            |            |  |  |        |        |
|  | H1: Spanien                  | 1                          | Deutschland            | 3                |                  |               |                        |                        |            |            |  |  |        |        |
|  | G2: Frankreich               | 3                          |                        | Portugal         | 1                |               |                        |                        |            |            |  |  |        |        |

1 Sieg nach Verlängerung
2 Sieg im Elfmeterschießen

## Achtelfinale

### Deutschland–Schweden2:0 (2:0)
| Deutschland                                      | Deutschland | Schweden | Schweden | Aufstellung                            |
| ------------------------------------------------ | --- | --- | -------- | -------------------------------------- |
| Deutschland                                      | \| 24. Juni um 17:00 Uhr in München (Allianz Arena) \| \| Zuschauer: 66.000 (ausverkauft) \| \| Schiedsrichter: Carlos Simon ( Brasilien) \| \| Spielbericht \| | \| 24. Juni um 17:00 Uhr in München (Allianz Arena) \| \| Zuschauer: 66.000 (ausverkauft) \| \| Schiedsrichter: Carlos Simon ( Brasilien) \| \| Spielbericht \| | Schweden | Aufstellung Deutschland gegen Schweden |
| Deutschland                                      | Jens Lehmann – Arne Friedrich, Per Mertesacker, Christoph Metzelder, Philipp Lahm – Bernd Schneider, Torsten Frings (85. Sebastian Kehl), Michael Ballack , Bastian Schweinsteiger (72. Tim Borowski) – Miroslav Klose, Lukas Podolski (74. Oliver Neuville) Cheftrainer: Jürgen Klinsmann | Andreas Isaksson – Niclas Alexandersson, Teddy Lučić, Olof Mellberg , Erik Edman – Tobias Linderoth – Mattias Jonson (52. Christian Wilhelmsson), Kim Källström (39. Petter Hansson), Freddie Ljungberg – Zlatan Ibrahimović (72. Marcus Allbäck), Henrik Larsson Cheftrainer: Lars Lagerbäck | Schweden | Aufstellung Deutschland gegen Schweden |
| Deutschland                                      | 1:0 Podolski (4.) 2:0 Podolski (12.) | | Schweden | Aufstellung Deutschland gegen Schweden |
| Deutschland                                      | Frings (27.) | Lučić (28.), Jonson (48.), Allbäck (78.) | Schweden | Aufstellung Deutschland gegen Schweden |
| Deutschland                                      | Lučić (35.) | | Schweden | Aufstellung Deutschland gegen Schweden |
| Deutschland                                      | Larsson schießt Foulelfmeter über das Tor (53.) | | Schweden | Aufstellung Deutschland gegen Schweden |
| Deutschland                                      | Spieler des Spiels: Miroslav Klose (Deutschland) | | Schweden | Aufstellung Deutschland gegen Schweden |
| 24. Juni um 17:00 Uhr in München (Allianz Arena) | | |          |                                        |
| Zuschauer: 66.000 (ausverkauft)                  | | |          |                                        |
| Schiedsrichter: Carlos Simon ( Brasilien)        | | |          |                                        |
| Spielbericht                                     | | |          |                                        |

### Argentinien–Mexiko2:1 n. V. (1:1, 1:1)
| Argentinien                                       | Argentinien | Mexico | Mexico | Aufstellung                          |
| ------------------------------------------------- | --- | --- | ------ | ------------------------------------ |
| Argentinien                                       | \| 24. Juni um 21:00 Uhr in Leipzig (Zentralstadion) \| \| Zuschauer: 43.000 (ausverkauft) \| \| Schiedsrichter: Massimo Busacca ( Schweiz) \| \| Spielbericht \| | \| 24. Juni um 21:00 Uhr in Leipzig (Zentralstadion) \| \| Zuschauer: 43.000 (ausverkauft) \| \| Schiedsrichter: Massimo Busacca ( Schweiz) \| \| Spielbericht \| | Mexico | Aufstellung Argentinien gegen Mexico |
| Argentinien                                       | Roberto Abbondanzieri – Lionel Scaloni, Roberto Ayala, Gabriel Heinze, Juan Pablo Sorín – Maxi Rodríguez, Javier Mascherano, Esteban Cambiasso (76. Pablo Aimar) – Juan Román Riquelme – Javier Saviola (84. Lionel Messi), Hernán Crespo (75. Carlos Tévez) Cheftrainer: José Pekerman | Oswaldo Sánchez – José Antonio Castro, Ricardo Osorio, Carlos Salcido – Rafael Márquez , Pável Pardo (38. Gerardo Torrado) – Mario Méndez, Andrés Guardado (66. Gonzalo Pineda), Ramón Morales (74. Zinha) – Francisco Fonseca, Jared Borgetti Cheftrainer: Ricardo La Volpe ( Argentinien) | Mexico | Aufstellung Argentinien gegen Mexico |
| Argentinien                                       | 1:1 Crespo (10.) 2:1 Rodríguez (98.) | 0:1 Márquez (6.) | Mexico | Aufstellung Argentinien gegen Mexico |
| Argentinien                                       | Heinze (45.+1'), Sorín (112.) | Márquez (70.), Castro (82.), Torrado (118.), Fonseca (119.) | Mexico | Aufstellung Argentinien gegen Mexico |
| Argentinien                                       | Der Treffer zum 1:1-Ausgleich fiel eigentlich durch ein Kopfballeigentor von Jared Borgetti. | | Mexico | Aufstellung Argentinien gegen Mexico |
| Argentinien                                       | Spieler des Spiels: Maxi Rodríguez | | Mexico | Aufstellung Argentinien gegen Mexico |
| 24. Juni um 21:00 Uhr in Leipzig (Zentralstadion) | | |        |                                      |
| Zuschauer: 43.000 (ausverkauft)                   | | |        |                                      |
| Schiedsrichter: Massimo Busacca ( Schweiz)        | | |        |                                      |
| Spielbericht                                      | | |        |                                      |

### England–Ecuador1:0 (0:0)
| England                                                       | England | Ecuador | Ecuador | Aufstellung                       |
| ------------------------------------------------------------- | --- | --- | ------- | --------------------------------- |
| England                                                       | \| 25. Juni um 17:00 Uhr in Stuttgart (Gottlieb-Daimler-Stadion) \| \| Zuschauer: 52.000 (ausverkauft) \| \| Schiedsrichter: Frank De Bleeckere ( Belgien) \| \| Spielbericht \|                                                                                                 | \| 25. Juni um 17:00 Uhr in Stuttgart (Gottlieb-Daimler-Stadion) \| \| Zuschauer: 52.000 (ausverkauft) \| \| Schiedsrichter: Frank De Bleeckere ( Belgien) \| \| Spielbericht \|                                                                                                | Ecuador | Aufstellung England gegen Ecuador |
| England                                                       | Paul Robinson – Owen Hargreaves, Rio Ferdinand, John Terry, Ashley Cole – Michael Carrick – David Beckham (87. Aaron Lennon), Frank Lampard, Steven Gerrard (90.+2' Stewart Downing), Joe Cole (77. Jamie Carragher) – Wayne Rooney Cheftrainer: Sven-Göran Eriksson ( Schweden) | Cristian Mora – Ulises de la Cruz, Iván Hurtado , Giovanny Espinoza, Neicer Reasco – Antonio Valencia, Segundo Castillo, Edwin Tenorio (69. Christian Lara), Edison Méndez – Carlos Tenorio (72. Iván Kaviedes), Agustín Delgado Cheftrainer: Luis Fernando Suárez ( Kolumbien) | Ecuador | Aufstellung England gegen Ecuador |
| England                                                       | 1:0 Beckham (60.) | | Ecuador | Aufstellung England gegen Ecuador |
| England                                                       | Terry (18.), Robinson (78.), Carragher (82.) | Valencia (24.), Tenorio (37.), de la Cruz (67.) | Ecuador | Aufstellung England gegen Ecuador |
| England                                                       | Spieler des Spiels: John Terry | | Ecuador | Aufstellung England gegen Ecuador |
| 25. Juni um 17:00 Uhr in Stuttgart (Gottlieb-Daimler-Stadion) | | |         |                                   |
| Zuschauer: 52.000 (ausverkauft)                               | | |         |                                   |
| Schiedsrichter: Frank De Bleeckere ( Belgien)                 | | |         |                                   |
| Spielbericht                                                  | | |         |                                   |

### Portugal–Niederlande1:0 (1:0)
| Portugal                                           | Portugal | Niederlande | Niederlande | Aufstellung                            |
| -------------------------------------------------- | --- | --- | ----------- | -------------------------------------- |
| Portugal                                           | \| 25. Juni um 21:00 Uhr in Nürnberg (Frankenstadion) \| \| Zuschauer: 41.000 (ausverkauft) \| \| Schiedsrichter: Walentin Iwanow ( Russland) \| \| Spielbericht \|                                                   | \| 25. Juni um 21:00 Uhr in Nürnberg (Frankenstadion) \| \| Zuschauer: 41.000 (ausverkauft) \| \| Schiedsrichter: Walentin Iwanow ( Russland) \| \| Spielbericht \| | Niederlande | Aufstellung Portugal gegen Niederlande |
| Portugal                                           | Ricardo – Miguel, Fernando Meira, Ricardo Carvalho, Nuno Valente – Costinha, Maniche – Luís Figo (84. Tiago), Deco, Cristiano Ronaldo (34. Simão) – Pauleta (46. Petit) Cheftrainer: Luiz Felipe Scolari ( Brasilien) | Edwin van der Sar – Khalid Boulahrouz, André Ooijer, Joris Mathijsen (56. Rafael van der Vaart), Giovanni van Bronckhorst – Mark van Bommel (67. John Heitinga), Wesley Sneijder, Phillip Cocu (84. Jan Vennegoor of Hesselink) – Robin van Persie, Dirk Kuyt, Arjen Robben Cheftrainer: Marco van Basten | Niederlande | Aufstellung Portugal gegen Niederlande |
| Portugal                                           | 1:0 Maniche (23.) | | Niederlande | Aufstellung Portugal gegen Niederlande |
| Portugal                                           | Maniche (20.), Costinha (31.), Petit (50.), Figo (60.), Deco (73.), Ricardo (76.), Nuno Valente (76.) | van Bommel (2.), Boulahrouz (7.), van Bronckhorst (59.), Sneijder (73.), van der Vaart (74.) | Niederlande | Aufstellung Portugal gegen Niederlande |
| Portugal                                           | Costinha (45.+1'), Deco (78.) | Boulahrouz (63.), van Bronckhorst (90.+5') | Niederlande | Aufstellung Portugal gegen Niederlande |
| Portugal                                           | Spieler des Spiels: Maniche | | Niederlande | Aufstellung Portugal gegen Niederlande |
| 25. Juni um 21:00 Uhr in Nürnberg (Frankenstadion) | | |             |                                        |
| Zuschauer: 41.000 (ausverkauft)                    | | |             |                                        |
| Schiedsrichter: Walentin Iwanow ( Russland)        | | |             |                                        |
| Spielbericht                                       | | |             |                                        |

- Partie mit den meisten Platzverweisen (4) und bis dato – zusammen mit dem WM-Spiel Kamerun – Deutschland 2002 – den meisten gelben Karten (16) in der WM-Geschichte. Im Viertelfinal-Spiel Niederlande gegen Argentinien 2022 vergab Schiedsrichter Antonio Mateu Lahoz 18-mal die gelbe Karte.[1]
- „Endstation Portugal“: Zum dritten Mal in Folge scheiterten die Niederlande bei einem großen Turnier an Portugal. Bereits in der Qualifikation zur WM 2002 kam das Aus, da man die jeweiligen direkten Duelle gegen Portugal (0:2 und 2:2) sowie Irland (2:2 und 0:1) nicht für sich entscheiden konnte und somit als Gruppendritter hinter diesen Teams nicht qualifiziert war. Bei der EM 2004 verloren die Niederlande das Halbfinale gegen Portugal 1:2 sowie bei der WM 2006 das Achtelfinale 0:1.

### Italien–Australien1:0 (0:0)
| Italien                                                        | Italien | Australien | Australien | Aufstellung                          |
| -------------------------------------------------------------- | --- | --- | ---------- | ------------------------------------ |
| Italien                                                        | \| 26. Juni um 17:00 Uhr in Kaiserslautern (Fritz-Walter-Stadion) \| \| Zuschauer: 46.000 (ausverkauft) \| \| Schiedsrichter: Luis Medina Cantalejo ( Spanien) \| \| Spielbericht \| | \| 26. Juni um 17:00 Uhr in Kaiserslautern (Fritz-Walter-Stadion) \| \| Zuschauer: 46.000 (ausverkauft) \| \| Schiedsrichter: Luis Medina Cantalejo ( Spanien) \| \| Spielbericht \|                                              | Australien | Aufstellung Italien gegen Australien |
| Italien                                                        | Gianluigi Buffon – Gianluca Zambrotta, Marco Materazzi, Fabio Cannavaro , Fabio Grosso – Simone Perrotta, Andrea Pirlo, Gennaro Gattuso – Alberto Gilardino (46. Vincenzo Iaquinta), Luca Toni (56. Andrea Barzagli), Alessandro Del Piero (75. Francesco Totti) Cheftrainer: Marcello Lippi | Mark Schwarzer – Craig Moore, Lucas Neill, Scott Chipperfield – Mile Sterjovski (81. John Aloisi), Jason Culina, Vince Grella, Luke Wilkshire – Mark Bresciano – Tim Cahill, Mark Viduka Cheftrainer: Guus Hiddink ( Niederlande) | Australien | Aufstellung Italien gegen Australien |
| Italien                                                        | 1:0 Totti (90.+5', Foulelfmeter) | | Australien | Aufstellung Italien gegen Australien |
| Italien                                                        | Grosso (29.), Gattuso (89.), Zambrotta (90.+1') | Grella (23.), Cahill (49.), Wilkshire (61.) | Australien | Aufstellung Italien gegen Australien |
| Italien                                                        | Materazzi (50., grobes Foulspiel) | | Australien | Aufstellung Italien gegen Australien |
| Italien                                                        | Spieler des Spiels: Gianluigi Buffon | | Australien | Aufstellung Italien gegen Australien |
| 26. Juni um 17:00 Uhr in Kaiserslautern (Fritz-Walter-Stadion) | | |            |                                      |
| Zuschauer: 46.000 (ausverkauft)                                | | |            |                                      |
| Schiedsrichter: Luis Medina Cantalejo ( Spanien)               | | |            |                                      |
| Spielbericht                                                   | | |            |                                      |

- Der spielentscheidende Strafstoß war der späteste der WM-Geschichte während der regulären Spielzeit.

### Schweiz–Ukraine0:0 n. V., 0:3 i. E.
| Schweiz                                             | Schweiz | Ukraine | Ukraine | Aufstellung                       |
| --------------------------------------------------- | --- | --- | ------- | --------------------------------- |
| Schweiz                                             | \| 26. Juni um 21:00 Uhr in Köln (Rheinenergiestadion) \| \| Zuschauer: 45.000 (ausverkauft) \| \| Schiedsrichter: Benito Archundia ( Mexiko) \| \| Spielbericht \| | \| 26. Juni um 21:00 Uhr in Köln (Rheinenergiestadion) \| \| Zuschauer: 45.000 (ausverkauft) \| \| Schiedsrichter: Benito Archundia ( Mexiko) \| \| Spielbericht \| | Ukraine | Aufstellung Schweiz gegen Ukraine |
| Schweiz                                             | Pascal Zuberbühler – Philipp Degen, Patrick Müller, Johan Djourou (34. Stéphane Grichting), Ludovic Magnin – Tranquillo Barnetta, Johann Vogel , Raphael Wicky – Ricardo Cabanas – Hakan Yakin (64. Marco Streller), Alexander Frei (117. Mauro Lustrinelli) Cheftrainer: Köbi Kuhn | Oleksandr Schowkowskyj – Oleh Hussjew, Wladyslaw Waschtschuk, Andrij Nesmatschnyj – Oleh Schelajew, Andrij Hussin, Anatolij Tymoschtschuk – Andrij Worobej (94. Serhij Rebrow), Maxym Kalynytschenko (75. Ruslan Rotan) – Andrij Schewtschenko , Andrij Woronin (111. Artem Milewskyj) Cheftrainer: Oleh Blochin | Ukraine | Aufstellung Schweiz gegen Ukraine |
| Schweiz                                             | Elfmeterschießen | | Ukraine | Aufstellung Schweiz gegen Ukraine |
| Schweiz                                             | Streller scheitert an Schowkowskyj Barnetta trifft die Latte Cabanas scheitert an Schowkowskyj | Schewtschenko scheitert an Zuberbühler 0:1 Milewskyj 0:2 Rebrow 0:3 Hussjew | Ukraine | Aufstellung Schweiz gegen Ukraine |
| Schweiz                                             | Barnetta (59.) | | Ukraine | Aufstellung Schweiz gegen Ukraine |
| Schweiz                                             | Spieler des Spiels: Oleksandr Schowkowskyj | | Ukraine | Aufstellung Schweiz gegen Ukraine |
| 26. Juni um 21:00 Uhr in Köln (Rheinenergiestadion) | | |         |                                   |
| Zuschauer: 45.000 (ausverkauft)                     | | |         |                                   |
| Schiedsrichter: Benito Archundia ( Mexiko)          | | |         |                                   |
| Spielbericht                                        | | |         |                                   |

- Die Schweiz ist die erste Mannschaft in der WM-Geschichte, die ohne Gegentor (die Treffer der Ukraine im Elfmeterschießen zählen in den Statistiken nicht) aus dem Turnier ausgeschieden ist.
- Die Schweiz hat als erste Mannschaft in der WM-Geschichte in einem Elfmeterschießen keinen der Strafstöße verwandeln können.

### Brasilien–Ghana3:0 (2:0)
| Brasilien                                            | Brasilien | Ghana | Ghana | Aufstellung                       |
| ---------------------------------------------------- | --- | --- | ----- | --------------------------------- |
| Brasilien                                            | \| 27. Juni um 17:00 Uhr in Dortmund (Westfalenstadion) \| \| Zuschauer: 65.000 (ausverkauft) \| \| Schiedsrichter: Ľuboš Micheľ ( Slowakei) \| \| Spielbericht \|                            | \| 27. Juni um 17:00 Uhr in Dortmund (Westfalenstadion) \| \| Zuschauer: 65.000 (ausverkauft) \| \| Schiedsrichter: Ľuboš Micheľ ( Slowakei) \| \| Spielbericht \|                                                                                                  | Ghana | Aufstellung Brasilien gegen Ghana |
| Brasilien                                            | Dida – Cafu , Lúcio, Juan, Roberto Carlos – Kaká (83. Ricardinho), Emerson (46. Gilberto Silva), Zé Roberto, Ronaldinho – Adriano (61. Juninho), Ronaldo Cheftrainer: Carlos Alberto Parreira | Richard Kingson – John Paintsil, John Mensah, Illiasu Shilla, Emmanuel Pappoe – Sulley Muntari, Stephen Appiah , Eric Addo (60. Derek Boateng), Haminu Dramani – Matthew Amoah (70. Alexander Tachie-Mensah), Asamoah Gyan Cheftrainer: Ratomir Dujković ( Serbien) | Ghana | Aufstellung Brasilien gegen Ghana |
| Brasilien                                            | 1:0 Ronaldo (5.) 2:0 Adriano (45.+1') 3:0 Zé Roberto (84.) | | Ghana | Aufstellung Brasilien gegen Ghana |
| Brasilien                                            | Adriano (13.), Juan (44.) | Appiah (7.), Muntari (11.), Paintsil (29.), E. Addo (38.), Gyan (48.) | Ghana | Aufstellung Brasilien gegen Ghana |
| Brasilien                                            | Gyan (81.) | | Ghana | Aufstellung Brasilien gegen Ghana |
| Brasilien                                            | Spieler des Spiels: Zé Roberto | | Ghana | Aufstellung Brasilien gegen Ghana |
| 27. Juni um 17:00 Uhr in Dortmund (Westfalenstadion) | | |       |                                   |
| Zuschauer: 65.000 (ausverkauft)                      | | |       |                                   |
| Schiedsrichter: Ľuboš Micheľ ( Slowakei)             | | |       |                                   |
| Spielbericht                                         | | |       |                                   |

- Mit dem 1:0 erzielte Ronaldo seinen 15. Treffer bei Weltmeisterschaften. Er war damit bis zum 8. Juli 2014 erfolgreichster Torjäger der WM-Geschichte, noch vor dem Deutschen Gerd Müller (14 Tore) und dem Franzosen Just Fontaine (13) und wurde dann vom Deutschen Miroslav Klose übertroffen. Während Fontaine ausschließlich 1958, Müller nur in den Jahren 1970 und 1974 und Klose 2002, 2006, 2010 und 2014 bei Weltmeisterschaften aktiv war, stand Ronaldo bereits zum vierten Mal nach 1994, 1998 und 2002 im Kader der brasilianischen Nationalmannschaft, wurde aber 1994 nicht eingesetzt.

### Spanien–Frankreich1:3 (1:1)
| Spanien                                       | Spanien | Frankreich | Frankreich | Aufstellung                          |
| --------------------------------------------- | --- | --- | ---------- | ------------------------------------ |
| Spanien                                       | \| 27. Juni um 21:00 Uhr in Hannover (AWD-Arena) \| \| Zuschauer: 43.000 Zuschauer (ausverkauft) \| \| Schiedsrichter: Roberto Rosetti ( Italien) \| \| Spielbericht \|                                                         | \| 27. Juni um 21:00 Uhr in Hannover (AWD-Arena) \| \| Zuschauer: 43.000 Zuschauer (ausverkauft) \| \| Schiedsrichter: Roberto Rosetti ( Italien) \| \| Spielbericht \|                                                                               | Frankreich | Aufstellung Spanien gegen Frankreich |
| Spanien                                       | Iker Casillas – Sergio Ramos, Pablo Ibáñez, Carles Puyol, Mariano Pernía – Cesc Fàbregas, Xabi Alonso, Xavi (72. Marcos Senna) – David Villa (54. Joaquín), Fernando Torres – Raúl (54. Luis García) Cheftrainer: Luis Aragonés | Fabien Barthez – Willy Sagnol, Lilian Thuram, William Gallas, Éric Abidal – Patrick Vieira, Claude Makélélé – Franck Ribéry, Zinédine Zidane , Florent Malouda (74. Sidney Govou) – Thierry Henry (88. Sylvain Wiltord) Cheftrainer: Raymond Domenech | Frankreich | Aufstellung Spanien gegen Frankreich |
| Spanien                                       | 1:0 Villa (28., Foulelfmeter) | 1:1 Ribéry (41.) 1:2 Vieira (83.) 1:3 Zidane (90.+2') | Frankreich | Aufstellung Spanien gegen Frankreich |
| Spanien                                       | Puyol (82.) | Vieira (68.), Ribéry (87.), Zidane (90.+1') | Frankreich | Aufstellung Spanien gegen Frankreich |
| Spanien                                       | Spieler des Spiels: Patrick Vieira (Frankreich) | | Frankreich | Aufstellung Spanien gegen Frankreich |
| 27. Juni um 21:00 Uhr in Hannover (AWD-Arena) | | |            |                                      |
| Zuschauer: 43.000 Zuschauer (ausverkauft)     | | |            |                                      |
| Schiedsrichter: Roberto Rosetti ( Italien)    | | |            |                                      |
| Spielbericht                                  | | |            |                                      |

## Viertelfinale

### Deutschland–Argentinien1:1 n. V. (1:1, 0:0), 4:2 i. E.
| Deutschland                                      | Deutschland | Argentinien | Argentinien | Aufstellung                               |
| ------------------------------------------------ | --- | --- | ----------- | ----------------------------------------- |
| Deutschland                                      | \| 30. Juni um 17:00 Uhr in Berlin (Olympiastadion) \| \| Zuschauer: 72.000 (ausverkauft) \| \| Schiedsrichter: Ľuboš Micheľ ( Slowakei) \| \| Spielbericht \| | \| 30. Juni um 17:00 Uhr in Berlin (Olympiastadion) \| \| Zuschauer: 72.000 (ausverkauft) \| \| Schiedsrichter: Ľuboš Micheľ ( Slowakei) \| \| Spielbericht \| | Argentinien | Aufstellung Deutschland gegen Argentinien |
| Deutschland                                      | Jens Lehmann – Arne Friedrich, Per Mertesacker, Christoph Metzelder, Philipp Lahm – Bernd Schneider (62. David Odonkor), Torsten Frings, Michael Ballack , Bastian Schweinsteiger (74. Tim Borowski) – Miroslav Klose (86. Oliver Neuville), Lukas Podolski Cheftrainer: Jürgen Klinsmann | Roberto Abbondanzieri (71. Leo Franco) – Fabricio Coloccini, Roberto Ayala, Gabriel Heinze, Juan Pablo Sorín – Javier Mascherano – Maxi Rodríguez, Juan Román Riquelme (72. Esteban Cambiasso), Lucho – Hernán Crespo (79. Julio Cruz), Carlos Tévez Cheftrainer: José Pekerman | Argentinien | Aufstellung Deutschland gegen Argentinien |
| Deutschland                                      | 1:1 Klose (80.) | 0:1 Ayala (49.) | Argentinien | Aufstellung Deutschland gegen Argentinien |
| Deutschland                                      | Elfmeterschießen | | Argentinien | Aufstellung Deutschland gegen Argentinien |
| Deutschland                                      | 1:0 Neuville 2:1 Ballack 3:1 Podolski 4:2 Borowski | 1:1 Cruz Ayala scheitert an Lehmann 3:2 Rodríguez Cambiasso scheitert an Lehmann | Argentinien | Aufstellung Deutschland gegen Argentinien |
| Deutschland                                      | Podolski (3.), Odonkor (90.+4'), Friedrich (114.) | Sorín (46.), Mascherano (60.), Rodríguez (88.), Cruz (95.) | Argentinien | Aufstellung Deutschland gegen Argentinien |
| Deutschland                                      | Cufré (nach Spielende) | | Argentinien | Aufstellung Deutschland gegen Argentinien |
| Deutschland                                      | Spieler des Spiels: Michael Ballack (Deutschland) | | Argentinien | Aufstellung Deutschland gegen Argentinien |
| 30. Juni um 17:00 Uhr in Berlin (Olympiastadion) | | |             |                                           |
| Zuschauer: 72.000 (ausverkauft)                  | | |             |                                           |
| Schiedsrichter: Ľuboš Micheľ ( Slowakei)         | | |             |                                           |
| Spielbericht                                     | | |             |                                           |

- Argentinien verlor erstmals ein Elfmeterschießen bei einer Weltmeisterschaft. Deutschland dagegen gewann auch das vierte Elfmeterschießen in seiner WM-Geschichte nach 1982 (5:4 i. E. gegen Frankreich), 1986 (4:1 i. E. gegen Mexiko) und 1990 (4:3 i. E. gegen England) bei nur einem Fehlschuss (1982 von Uli Stielike).
- José Pekerman (Trainer Argentiniens) kündigte wenige Minuten nach dem WM-Aus der Albiceleste seinen Rücktritt an.
- Unmittelbar nach dem Spiel kam es auf dem Spielfeld zu einer Rangelei unter Spielern und Verantwortlichen. Hervorgerufen wurden diese durch einen Tritt des argentinischen Reservespielers Cufré gegen Mertesacker, woraufhin der Argentinier die Rote Karte sah. Die FIFA leitete zudem ein Verfahren gegen Rodríguez ein, der Schweinsteiger bei der Rangelei in den Nacken geschlagen hatte. Cufré erhielt eine Sperre von 4 Spielen, Rodríguez wurde für 2 Spiele gesperrt.
- Frings wurde wegen einer Tätlichkeit im Rahmen dieser Rangeleien gegen Cruz für das Halbfinale gegen Italien gesperrt. Außerdem wurde er von der FIFA zu 5000 SFR Geldstrafe und einem weiteren Spiel Sperre, das für ein halbes Jahr auf Bewährung ausgesetzt wurde, verurteilt. Das Urteil ist trotz des auf Fernsehbildern erkennbaren Faustschlags umstritten, zum einen weil Cruz gegenüber einer Zeitung erklärt hat, gar keinen Schlag bemerkt zu haben, zum anderen weil Frings nicht etwa von argentinischer Seite angezeigt wurde, sondern italienische Medien die Sache ins Rollen brachten, nachdem die FIFA zunächst die Ermittlungen gegen deutsche Spieler eingestellt hatte.
- Auf der Rückfahrt vom Spiel nach Frankfurt am Main wurde der argentinische Fußballtrainer Antonio Mohamed auf der A4 bei Weimar in einen schweren Verkehrsunfall verwickelt, bei dem sein neunjähriger Sohn Faryd tödlich verletzt wurde.

### Italien–Ukraine3:0 (1:0)
| Italien                                             | Italien | Ukraine | Ukraine | Aufstellung                       |
| --------------------------------------------------- | --- | --- | ------- | --------------------------------- |
| Italien                                             | \| 30. Juni um 21:00 Uhr in Hamburg (Volksparkstadion) \| \| Zuschauer: 50.000 (ausverkauft) \| \| Schiedsrichter: Frank De Bleeckere ( Belgien) \| \| Spielbericht \| | \| 30. Juni um 21:00 Uhr in Hamburg (Volksparkstadion) \| \| Zuschauer: 50.000 (ausverkauft) \| \| Schiedsrichter: Frank De Bleeckere ( Belgien) \| \| Spielbericht \| | Ukraine | Aufstellung Italien gegen Ukraine |
| Italien                                             | Gianluigi Buffon – Gianluca Zambrotta, Fabio Cannavaro , Andrea Barzagli, Fabio Grosso – Mauro Camoranesi (68. Massimo Oddo), Gennaro Gattuso (77. Cristian Zaccardo), Andrea Pirlo (68. Simone Barone) Simone Perrotta – Francesco Totti, Luca Toni Cheftrainer: Marcello Lippi | Oleksandr Schowkowskyj – Andrij Nesmatschnyj, Andrij Russol (45.+2' Wladyslaw Waschtschuk), Wjatscheslaw Swiderskyj (20. Andrij Worobej) – Anatolij Tymoschtschuk, Oleh Schelajew, Hussjew, Andrij Hussin, Maxym Kalynytschenko – Andrij Schewtschenko , Artem Milewskyj (72. Oleksij Bjelik) Cheftrainer: Oleh Blochin | Ukraine | Aufstellung Italien gegen Ukraine |
| Italien                                             | 1:0 Zambrotta (6.) 2:0 Toni (59.) 3:0 Toni (69.) | | Ukraine | Aufstellung Italien gegen Ukraine |
| Italien                                             | Swiderskyj (16.), Kalynytschenko (21.), Milewskyj (67.) | | Ukraine | Aufstellung Italien gegen Ukraine |
| Italien                                             | Spieler des Spiels: Gennaro Gattuso (Italien) | | Ukraine | Aufstellung Italien gegen Ukraine |
| 30. Juni um 21:00 Uhr in Hamburg (Volksparkstadion) | | |         |                                   |
| Zuschauer: 50.000 (ausverkauft)                     | | |         |                                   |
| Schiedsrichter: Frank De Bleeckere ( Belgien)       | | |         |                                   |
| Spielbericht                                        | | |         |                                   |

### England–Portugal0:0 n. V., 1:3 i. E.
| England                                               | England | Portugal | Portugal | Aufstellung                        |
| ----------------------------------------------------- | --- | --- | -------- | ---------------------------------- |
| England                                               | \| 1. Juli um 17:00 Uhr in Gelsenkirchen (Veltins-Arena) \| \| Zuschauer: 52.000 (ausverkauft) \| \| Schiedsrichter: Horacio Elizondo ( Argentinien) \| \| Spielbericht \|                                                                                              | \| 1. Juli um 17:00 Uhr in Gelsenkirchen (Veltins-Arena) \| \| Zuschauer: 52.000 (ausverkauft) \| \| Schiedsrichter: Horacio Elizondo ( Argentinien) \| \| Spielbericht \|                                                                            | Portugal | Aufstellung England gegen Portugal |
| England                                               | Paul Robinson – Gary Neville, Rio Ferdinand, John Terry, Ashley Cole – Owen Hargreaves – David Beckham (52. Aaron Lennon, 119. Jamie Carragher), Steven Gerrard, Frank Lampard, Joe Cole (65. Peter Crouch) – Wayne Rooney Cheftrainer: Sven-Göran Eriksson ( Schweden) | Ricardo – Miguel, Fernando Meira, Ricardo Carvalho, Nuno Valente – Petit, Maniche – Cristiano Ronaldo, Tiago (74. Hugo Viana), Luís Figo (86. Hélder Postiga) – Pauleta (63. Simão) Cheftrainer: Luiz Felipe Scolari ( Brasilien)                     | Portugal | Aufstellung England gegen Portugal |
| England                                               | Elfmeterschießen | | Portugal | Aufstellung England gegen Portugal |
| England                                               | Lampard scheitert an Ricardo 1:1 Hargreaves Gerrard scheitert an Ricardo Carragher scheitert an Ricardo | 0:1 Simão Viana trifft den Pfosten Petit trifft den Pfosten 1:2 Postiga 1:3 Cristiano Ronaldo | Portugal | Aufstellung England gegen Portugal |
| England                                               | Terry (30.), Hargreaves (107.) | Petit (44.), Carvalho (111.) | Portugal | Aufstellung England gegen Portugal |
| England                                               | Rooney (62.) | | Portugal | Aufstellung England gegen Portugal |
| England                                               | England stellte den WM-Negativrekord von Italien mit drei verlorenen bei drei bestrittenen Elfmeterschießen ein. | - Es war die erste Verlängerung und das erste Elfmeterschießen, das Portugal bei einer WM bestreiten musste. - Ricardo stellte mit drei gehaltenen Elfmetern einen WM-Rekord auf. - Portugal erreichte nach 40 Jahren erstmals wieder ein Halbfinale. | Portugal | Aufstellung England gegen Portugal |
| England                                               | Spieler des Spiels: Owen Hargreaves (England) | | Portugal | Aufstellung England gegen Portugal |
| 1. Juli um 17:00 Uhr in Gelsenkirchen (Veltins-Arena) | | |          |                                    |
| Zuschauer: 52.000 (ausverkauft)                       | | |          |                                    |
| Schiedsrichter: Horacio Elizondo ( Argentinien)       | | |          |                                    |
| Spielbericht                                          | | |          |                                    |

### Brasilien–Frankreich0:1 (0:0)
| Brasilien                                                     | Brasilien | Frankreich | Frankreich | Aufstellung                            |
| ------------------------------------------------------------- | --- | --- | ---------- | -------------------------------------- |
| Brasilien                                                     | \| 1. Juli um 21:00 Uhr in Frankfurt am Main (Commerzbank-Arena) \| \| Zuschauer: 48.000 (ausverkauft) \| \| Schiedsrichter: Luis Medina Cantalejo ( Spanien) \| \| Spielbericht \|        | \| 1. Juli um 21:00 Uhr in Frankfurt am Main (Commerzbank-Arena) \| \| Zuschauer: 48.000 (ausverkauft) \| \| Schiedsrichter: Luis Medina Cantalejo ( Spanien) \| \| Spielbericht \|                                                                                    | Frankreich | Aufstellung Brasilien gegen Frankreich |
| Brasilien                                                     | Dida – Cafu (76. Cicinho), Juan, Lúcio, Roberto Carlos – Gilberto Silva, Zé Roberto – Juninho (63. Adriano), Kaká (79. Robinho) – Ronaldinho, Ronaldo Cheftrainer: Carlos Alberto Parreira | Fabien Barthez – Willy Sagnol, William Gallas, Lilian Thuram, Éric Abidal – Patrick Vieira, Claude Makélélé – Franck Ribéry (77. Sidney Govou), Zinédine Zidane , Florent Malouda (81. Sylvain Wiltord) – Thierry Henry (86. Louis Saha) Cheftrainer: Raymond Domenech | Frankreich | Aufstellung Brasilien gegen Frankreich |
| Brasilien                                                     | 0:1 Henry (57.) | | Frankreich | Aufstellung Brasilien gegen Frankreich |
| Brasilien                                                     | Cafu (25.), Juan (45.), Ronaldo (45.+2'), Lúcio (75.) | Sagnol (74.), Saha (87.), Thuram (88.) | Frankreich | Aufstellung Brasilien gegen Frankreich |
| Brasilien                                                     | Brasilien schied zum ersten Mal seit 1990 vor dem Halbfinale aus. | | Frankreich | Aufstellung Brasilien gegen Frankreich |
| Brasilien                                                     | Spieler des Spiels: Zinédine Zidane (Frankreich) | | Frankreich | Aufstellung Brasilien gegen Frankreich |
| 1. Juli um 21:00 Uhr in Frankfurt am Main (Commerzbank-Arena) | | |            |                                        |
| Zuschauer: 48.000 (ausverkauft)                               | | |            |                                        |
| Schiedsrichter: Luis Medina Cantalejo ( Spanien)              | | |            |                                        |
| Spielbericht                                                  | | |            |                                        |

Mit dem Ausscheiden Brasiliens aus dem Turnier standen erstmals seit 1982 nur noch europäische Mannschaften im Halbfinale einer Fußball-Weltmeisterschaft.

## Halbfinale

### Deutschland–Italien0:2 n. V.
| Deutschland                                                   | Deutschland | Italien | Italien | Aufstellung                           |
| ------------------------------------------------------------- | --- | --- | ------- | ------------------------------------- |
| Deutschland                                                   | \| Dienstag, 4. Juli um 21:00 Uhr in Dortmund (Westfalenstadion) \| \| Zuschauer: 65.000 (ausverkauft) \| \| Schiedsrichter: Benito Archundia ( Mexiko) \| \| Spielbericht \| | \| Dienstag, 4. Juli um 21:00 Uhr in Dortmund (Westfalenstadion) \| \| Zuschauer: 65.000 (ausverkauft) \| \| Schiedsrichter: Benito Archundia ( Mexiko) \| \| Spielbericht \| | Italien | Aufstellung Deutschland gegen Italien |
| Deutschland                                                   | Jens Lehmann – Arne Friedrich, Per Mertesacker, Christoph Metzelder, Philipp Lahm – Bernd Schneider (83. David Odonkor), Sebastian Kehl, Michael Ballack , Tim Borowski (73. Bastian Schweinsteiger) – Miroslav Klose (111. Oliver Neuville), Lukas Podolski Cheftrainer: Jürgen Klinsmann | Gianluigi Buffon – Gianluca Zambrotta, Fabio Cannavaro , Marco Materazzi, Fabio Grosso – Mauro Camoranesi (91. Vincenzo Iaquinta), Gennaro Gattuso, Andrea Pirlo, Simone Perrotta (104. Alessandro Del Piero) – Francesco Totti – Luca Toni (74. Alberto Gilardino) Cheftrainer: Marcello Lippi | Italien | Aufstellung Deutschland gegen Italien |
| Deutschland                                                   | 0:1 Grosso (119.) 0:2 Del Piero (120.+1') | | Italien | Aufstellung Deutschland gegen Italien |
| Deutschland                                                   | Borowski (40.), Metzelder (56.) | Camoranesi (90.) | Italien | Aufstellung Deutschland gegen Italien |
| Deutschland                                                   | Spieler des Spiels: Andrea Pirlo (Italien) | | Italien | Aufstellung Deutschland gegen Italien |
| Dienstag, 4. Juli um 21:00 Uhr in Dortmund (Westfalenstadion) | | |         |                                       |
| Zuschauer: 65.000 (ausverkauft)                               | | |         |                                       |
| Schiedsrichter: Benito Archundia ( Mexiko)                    | | |         |                                       |
| Spielbericht                                                  | | |         |                                       |

- Mit der Niederlage gegen Italien hat die deutsche Nationalmannschaft zum ersten Mal ein Länderspiel im Dortmunder Stadion verloren.

### Portugal–Frankreich0:1 (0:1)
| Portugal                                                  | Portugal | Frankreich | Frankreich | Aufstellung                           |
| --------------------------------------------------------- | --- | --- | ---------- | ------------------------------------- |
| Portugal                                                  | \| Mittwoch, 5. Juli um 21:00 Uhr in München (Allianz Arena) \| \| Zuschauer: 66.000 (ausverkauft) \| \| Schiedsrichter: Jorge Larrionda ( Uruguay) \| \| Spielbericht \|                                                   | \| Mittwoch, 5. Juli um 21:00 Uhr in München (Allianz Arena) \| \| Zuschauer: 66.000 (ausverkauft) \| \| Schiedsrichter: Jorge Larrionda ( Uruguay) \| \| Spielbericht \|                                                                                              | Frankreich | Aufstellung Portugal gegen Frankreich |
| Portugal                                                  | Ricardo – Miguel (62. Paulo Ferreira), Fernando Meira, Ricardo Carvalho, Nuno Valente – Costinha (75. Hélder Postiga), Maniche – Luís Figo , Deco, Cristiano Ronaldo – Pauleta (68. Simão) Cheftrainer: Luiz Felipe Scolari | Fabien Barthez – Willy Sagnol, Lilian Thuram, William Gallas, Éric Abidal – Patrick Vieira, Claude Makélélé – Franck Ribéry (72. Sidney Govou), Zinédine Zidane , Florent Malouda (69. Sylvain Wiltord) – Thierry Henry (85. Louis Saha) Cheftrainer: Raymond Domenech | Frankreich | Aufstellung Portugal gegen Frankreich |
| Portugal                                                  | 0:1 Zidane (33., Foulelfmeter) | | Frankreich | Aufstellung Portugal gegen Frankreich |
| Portugal                                                  | Carvalho (83.) | Saha (87.) | Frankreich | Aufstellung Portugal gegen Frankreich |
| Portugal                                                  | Spieler des Spiels: Lilian Thuram (Frankreich) | | Frankreich | Aufstellung Portugal gegen Frankreich |
| Mittwoch, 5. Juli um 21:00 Uhr in München (Allianz Arena) | | |            |                                       |
| Zuschauer: 66.000 (ausverkauft)                           | | |            |                                       |
| Schiedsrichter: Jorge Larrionda ( Uruguay)                | | |            |                                       |
| Spielbericht                                              | | |            |                                       |

## Spiel um Platz 3

### Deutschland–Portugal3:1 (0:0)
| Deutschland                                                           | Deutschland | Portugal | Portugal | Aufstellung                            |
| --------------------------------------------------------------------- | --- | --- | -------- | -------------------------------------- |
| Deutschland                                                           | \| Spiel um Platz 3 \| \| Samstag, 8. Juli um 21:00 Uhr in Stuttgart (Gottlieb-Daimler-Stadion) \| \| Zuschauer: 52.000 (ausverkauft) \| \| Schiedsrichter: Tōru Kamikawa ( Japan) \| \| Spielbericht \|                                                                                | \| Spiel um Platz 3 \| \| Samstag, 8. Juli um 21:00 Uhr in Stuttgart (Gottlieb-Daimler-Stadion) \| \| Zuschauer: 52.000 (ausverkauft) \| \| Schiedsrichter: Tōru Kamikawa ( Japan) \| \| Spielbericht \|           | Portugal | Aufstellung Deutschland gegen Portugal |
| Deutschland                                                           | Oliver Kahn – Philipp Lahm, Jens Nowotny, Christoph Metzelder, Marcell Jansen – Bernd Schneider, Sebastian Kehl, Torsten Frings, Bastian Schweinsteiger (79. Thomas Hitzlsperger) – Miroslav Klose (65. Oliver Neuville), Lukas Podolski (71. Mike Hanke) Cheftrainer: Jürgen Klinsmann | Ricardo – Paulo Ferreira, Fernando Meira, Ricardo Costa, Nuno Valente (69. Nuno Gomes) – Maniche, Costinha (46. Petit) – Cristiano Ronaldo, Deco, Simão – Pauleta (77. Luís Figo) Cheftrainer: Luiz Felipe Scolari | Portugal | Aufstellung Deutschland gegen Portugal |
| Deutschland                                                           | 1:0 Schweinsteiger (56.) 2:0 Petit (60., Eigentor) 3:0 Schweinsteiger (78.) | 3:1 Gomes (88.) | Portugal | Aufstellung Deutschland gegen Portugal |
| Deutschland                                                           | Frings (7.), Schweinsteiger (78.) | Costa (24.), Costinha (33.), Ferreira (60.) | Portugal | Aufstellung Deutschland gegen Portugal |
| Deutschland                                                           | Spieler des Spiels: Bastian Schweinsteiger (Deutschland) | | Portugal | Aufstellung Deutschland gegen Portugal |
| Spiel um Platz 3                                                      | | |          |                                        |
| Samstag, 8. Juli um 21:00 Uhr in Stuttgart (Gottlieb-Daimler-Stadion) | | |          |                                        |
| Zuschauer: 52.000 (ausverkauft)                                       | | |          |                                        |
| Schiedsrichter: Tōru Kamikawa ( Japan)                                | | |          |                                        |
| Spielbericht                                                          | | |          |                                        |

## Finale

### Italien–Frankreich1:1 n. V. (1:1, 1:1), 5:3 i. E.
| Italien                                                 | Italien | Frankreich | Frankreich | Aufstellung                          |
| ------------------------------------------------------- | --- | --- | ---------- | ------------------------------------ |
| Italien                                                 | \| 9. Juli um 20:00 Uhr in Berlin (Olympiastadion) \| \| Zuschauer: 69.000 (ausverkauft) \| \| Schiedsrichter: Horacio Marcelo Elizondo ( Argentinien) \| \| Spielbericht \| | \| 9. Juli um 20:00 Uhr in Berlin (Olympiastadion) \| \| Zuschauer: 69.000 (ausverkauft) \| \| Schiedsrichter: Horacio Marcelo Elizondo ( Argentinien) \| \| Spielbericht \|                                                                                                 | Frankreich | Aufstellung Italien gegen Frankreich |
| Italien                                                 | Gianluigi Buffon – Gianluca Zambrotta, Fabio Cannavaro , Marco Materazzi, Fabio Grosso – Mauro Camoranesi (86. Alessandro Del Piero), Gennaro Gattuso, Andrea Pirlo, Simone Perrotta (61. Vincenzo Iaquinta) – Francesco Totti (61. Daniele De Rossi), Luca Toni Cheftrainer: Marcello Lippi | Fabien Barthez – Willy Sagnol, Lilian Thuram, William Gallas, Éric Abidal – Patrick Vieira (56. Alou Diarra), Claude Makélélé – Franck Ribéry (100. David Trezeguet), Zinédine Zidane , Florent Malouda – Thierry Henry (107. Sylvain Wiltord) Cheftrainer: Raymond Domenech | Frankreich | Aufstellung Italien gegen Frankreich |
| Italien                                                 | 1:1 Materazzi (19.) | 0:1 Zidane (7., Foulelfmeter) | Frankreich | Aufstellung Italien gegen Frankreich |
| Italien                                                 | Elfmeterschießen | | Frankreich | Aufstellung Italien gegen Frankreich |
| Italien                                                 | 1:0 Pirlo 2:1 Materazzi 3:1 De Rossi 4:2 Del Piero 5:3 Grosso | 1:1 Wiltord Trezeguet trifft die Latte 3:2 Abidal 4:3 Sagnol | Frankreich | Aufstellung Italien gegen Frankreich |
| Italien                                                 | Zambrotta (5.) | Sagnol (12.), Makélélé (76.), Malouda (111.) | Frankreich | Aufstellung Italien gegen Frankreich |
| Italien                                                 | Zidane (110., Tätlichkeit) | | Frankreich | Aufstellung Italien gegen Frankreich |
| Italien                                                 | Spieler des Spiels: Andrea Pirlo (Italien) | | Frankreich | Aufstellung Italien gegen Frankreich |
| 9. Juli um 20:00 Uhr in Berlin (Olympiastadion)         | | |            |                                      |
| Zuschauer: 69.000 (ausverkauft)                         | | |            |                                      |
| Schiedsrichter: Horacio Marcelo Elizondo ( Argentinien) | | |            |                                      |
| Spielbericht                                            | | |            |                                      |

- Erstmals seit 1978 gab es wieder ein Finale, in dem weder Brasilien noch Deutschland standen.
- Erstmals seit 1982 gab es wieder ein Finale, in dem sich zwei europäische Mannschaften gegenüberstanden.
- Nach 1994 war es das zweite Mal in der WM-Geschichte, dass ein Weltmeister-Titel durch ein Elfmeterschießen entschieden wurde.
- Elizondo war der erste Schiedsrichter der WM-Geschichte, der sowohl beim Eröffnungsspiel als auch beim Finale zum Einsatz kam.
- Es war das erste gewonnene Elfmeterschießen der Italiener bei einer WM.
- Es war das erste WM-Spiel, in dem ein Spieler des Feldes verwiesen wurde, obwohl weder der Schiedsrichter noch seine Assistenten (wohl aber der 4. Schiedsrichter) die vorangegangene Tätlichkeit wahrgenommen hatten.